# Chyna
Joan Marie "Joanie" Laurer (Rochester, Nova York, 27 de desembre de 1969 - Redondo Beach, Califòrnia, 20 d'abril de 2016) més coneguda com a Chyna, va ser una lluitadora professional i culturista. És especialment coneguda per la seva carrera en la promoció de lluita lliure World Wrestling Federation entre 1997 i 2001. També és coneguda per les seves aparicions en la Total Nonstop Action Wrestling.
Entre els seus assoliments destaca un regnat com Campiona Femenina de la WWE, dos regnats com Campiona Intercontinental de la WWE, sent primera i única dona a ostentar aquest títol. Va ser la primera dona a participar en un Royal Rumble en la història d'aquest esdeveniment, seguida de Beth Phoenix i Kharma, a més de ser la primera i única dona fins ara que ha participat en un King of the Ring. És considerada la lluitadora més important en la història de la WWE a causa dels seus assoliments.

## Infància
Joan Marie Laurer va néixer el 27 de desembre de 1970 en Rochester, Nova York els seus pares són Janet i Joe Laurer. Tenia dos germans grans: Janet i Sonny. Els seus pares es van divorciar quan ella tenia aproximadament quatre anys, Laurer va tenir tres diferents padrastres i una madrastra. Segons Laurer, el seu primer padrastre va amenaçar amb suïcidar-se i el seu pare biològic, una vegada va apunyalar accidentalment a la seva mare en la cuixa amb un ganivet per a pa, en la seva llar hi havia problemes d'alcoholisme. De 1973 a 1983, Joanie Laurer, els seus germans i la seva mare es van mudar diverses vegades.
Quan era nena, Laurer va aprendre a tocar tant el violí com el violoncel. En el setè grau, Laurer va ser abusada sexualment per un professor molt major, que treballava a la seva escola. Als tretze anys, mentre assistia a l'Escola Secundària Penfield, Laurer va començar a vomitar després dels menjars. Es va anar de casa als setze anys després que la seva mare tractés d'obligar-la a anar a un centre de rehabilitació de drogues, en lloc d'anar-se a viure amb el seu pare biològic. Aquest mateix any va començar a treballar fora. A causa que els músculs del seu estómac eren molt forts, no va sentir els dolors que li produïa un tumor en els ovaris. Va acabar el seu últim any d'escola en un institut d'Espanya. Va anar a la Universitat de Tampa, on es va graduar el 1992 en Literatura Espanyola. Durant la universitat, va ser violada per dos homes després d'emborratxar-se en una festa. També va estudiar francès i alemany. Laurer pot parlar qualsevol d'aquests idiomes. Va ser membre del ROTC i es va exercir com a assessora en les residències estudiantils de la seva universitat. Inicialment volia utilitzar el seu coneixement en llengües estrangeres per treballar per a l'Oficina Federal d'Investigacions o Drug Enforcement Administration. Posteriorment es va unir al Cuerpo de Paz i va ser assignada a Guatemala.
Després va tornar de l'estranger, on va exercir oficis com: cambrera en un club de striptease, cantant en una banda i treballadora en una línia de xat. Als seus 20 anys, mentre vivia en els Cayos de Florida, Laurer va prendre una classe de sis setmanes com a assistent de vol. En el camí cap al seu primer vol, va sofrir un accident de cotxe i va passar quatre dies a l'hospital. Es va fracturar el turmell, el nas i es va lesionar l'esquena, a més va sofrir algunes laceracions facials. Després de recuperar-se de l'accident, la seva germana Kathy Laurer, la va ajudar a aconseguir un treball venent beepers i ambdues van treballar com a ballarines del ventre.
Després de la universitat, Laurer va començar a participar regularment en competicions de fitness. En 1996, Laurer va competir a nivell regional de la Ciutat de Nova York en la competició Fitness Amèrica. A causa de la seva gran grandària, comparada amb altres dones, acabava en últim lloc.

## Carrera

### Inicis
Joanie Laurer va començar el seu entrenament i formació com a púgil a l'escola de lluita lliure de Killer Kowalski en Malden, Massachusetts. El seu primer combat va ser el 1995, contra un lluitador masculí vestit de dona. Mentre assistia a l'escola, ella va treballar per a diverses empreses independents de lluita lliure com Joanie Lee. Algunes de les seves primeres lluites van ser planejades per The Fabulous Moolah.
Laurer es va reunir amb la World Wrestling Federation (WWF), amb superestrelles com Paul Levesque i Michael Hickenbottom, després d'un espectacle el 1996. Després de veure les cintes dels seus combats, van decidir portar-la a la WWF com a guardaespatlles. Vince McMahon, l'amo de la WWF, inicialment s'oposava al fet que Joanie s'unís a la companyia perquè no creia que l'audiència cregués que una dona fos capaç de vèncer els lluitadors (homes). A l'espera d'una decisió per part de la WWF, Laurer va ser abordada per la World Championship Wrestling (WCW), la qual li va proposar ser l'únic membre dona dins del New World Order (NWO). Al principi va acceptar l'oferiment, però després ho va rebutjar quan Shane McMahon, el fill de Vince McMahon, el va informar que estava a punt de ser contractada per la WWF. Kowalski, el seu ex entrenador, va sostenir que va ser ell, qui va aconseguir la contractació de Laurer en la WWF després de presentar-la a McMahon i esmentar-li l'interès manifestat per la WCW cap al seu expupil·la.

### World Wrestling Federation (1997-2001)

#### 1997-1998

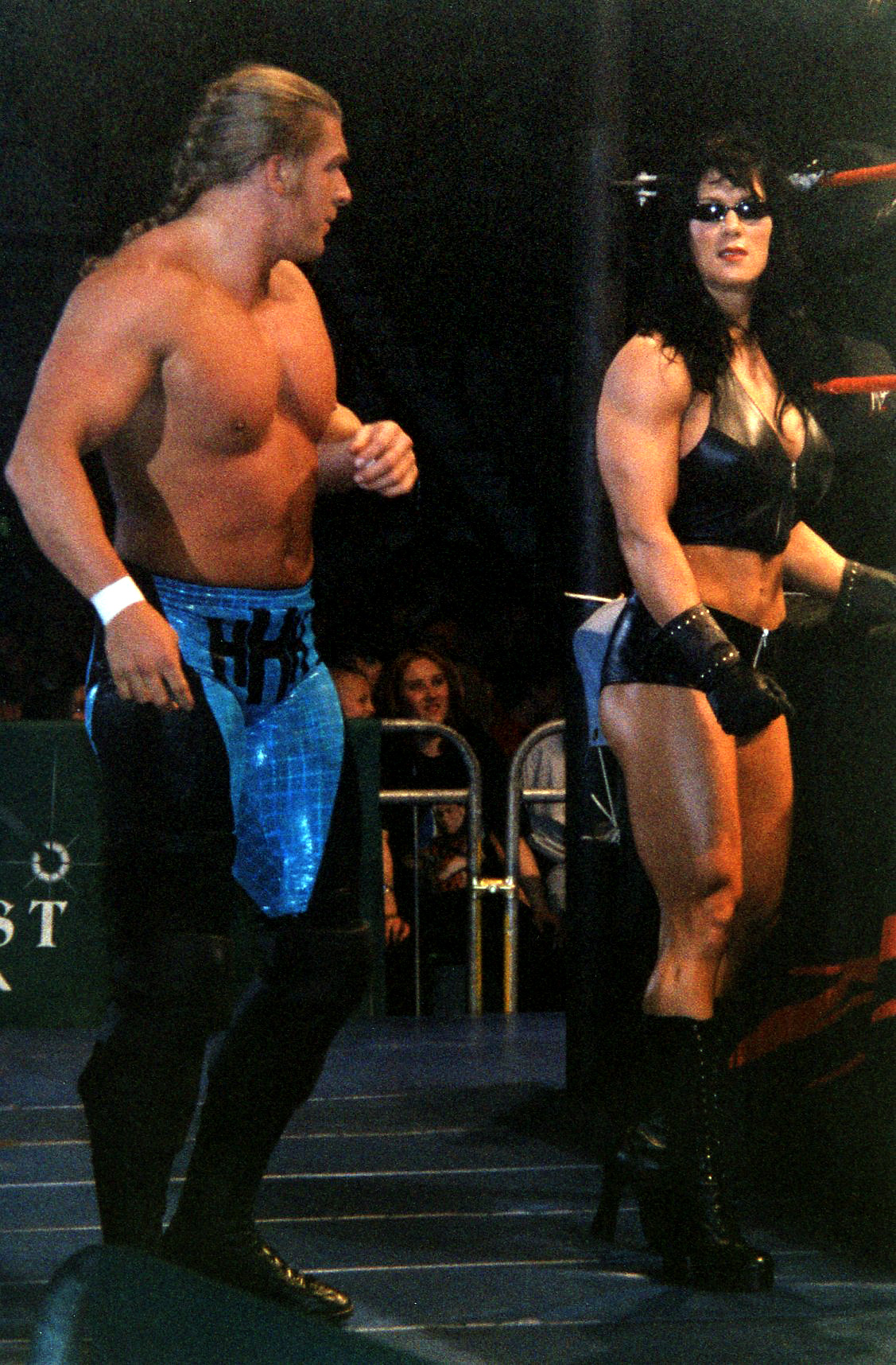
Chyna al costat de Triple H.

Vince McMahon més tard va canviar d'opinió en contractar a Laurer, i ella va fer el seu debut en la WWF el 16 de febrer de 1997 en el Show d'In Your House 13: Final Four; el seu personatge va sorgir com si fos una planta en un dels seients de la primera fila, mentre ella asfixiava a Marlena, Goldust estava sobre el ring amb Triple H. La seva funció original en l'empresa era ser el braç executor i guardaespatlles de Triple H, més tard realitzaria les mateixes funcions dins del stable D-Generation X (en el qual es va incloure també a Sean "X-Pac" Waltman). Sovint ajudava a Triple H (en aquells dies, un vilà i lluitador rude amb una carrera prometedora) a guanyar els seus combats en interferir en les lluites i donar un cop en la part baixa de l'engonal dels seus rivals, guanyant d'aquesta forma amb paranys els combats. Més tard va ser presentada com "Chyna", el seu nom va sorgir com el resultat d'un joc de paraules; la porcellana fina (fini xinesa) és delicada i fràgil, contrastant fortament amb el seu personatge (de dona forta i rude). No obstant això, fora de la pantalla, els lluitadors masculins es van mostrar al principi vacil·lants a permetre que es mostrarà en la pantalla a una dona amb més força que ells. El gener de 1999, Chyna va ser la trentena participant en el Royal Rumble, convertint-se en la primera dona a participar en aquest tipus de lluita. Un dia després del Royal Rumble, Chyna pas a convertir-se en vilana en trair a Triple H i aliar-se amb els seus enemics Vince McMahon i Kane. Laurer va fer equip amb Kane en el pagament per esdeveniment Massacre en Sant Valentí, enfrontant-se als seus antics aliats X-Pac i Triple H. En WrestleMania XV, Chyna es va girar contra Kane en ajudar a Triple H a guanyar el combat, semblant reunir-se novament amb DX. No obstant això, aquesta mateixa nit Chyna i Triple H es van tornar en contra de DX quan van ajudar a Shane McMahon a derrotar el seu company d'equip X-Pac. D'aquesta forma, el duo va passar a formar part de les files de The Corporation i posteriorment a The Corporate Ministry un stable dirigit per Shane McMahon. Després de la dissolució de The Corporate Ministry, Chyna es va mantenir al costat de Triple H.

#### 1999-2000
Al juny de 1999, Chyna va ser la primera dona a qualificar per al torneig King of the Ring. També va ser la primera dona a lluitar contra el número u pel Campionat de la WWF, però va acabar per cedir el seu lloc a Mick Foley abans del SummerSlam d'agost. Aquest mateix any, durant la seva llarga disputa contra Jeff Jarrett, Laurer es va convertir de nou en la favorita dels fanàtics. En Unforgiven, va tenir un combat pel Campionat Intercontinental contra Jarrett, en el qual va perdre. El 17 d'octubre, va derrotar a Jarrett pel títol en No Mercy, en el qual seria l'últim combat de Jeff dins de la WWF; d'aquesta forma Chyna pas a convertir-se en la primera i única dona a guanyar el Campionat Intercontinental. També va obtenir els serveis del seu valet, Miss Kitty. Laurer afirma que Jarrett va exigir (i va rebre) $ 300.000 de Vince McMahon per perdre el títol netament davant una dona. El seu contracte havia expirat el 16 d'octubre i, per tant, Jarrett no estava obligat pel contracte per aparèixer en el pagament per esdeveniment No Mercy. Si no hagués aparegut, li haguessin plogut crítiques a la WWF per falsa publicitat, i s'hauria trencat la successió dels títols. En aquest llavors Chyna va lluitar contra Chris Jericho pel cinturó, derrotant-ho en Survivor Sèries, però va perdre el seu títol davant ell en Armageddon. Els dos es van enfrontar de nou en un combat el 28 de desembre en SmackDown, el qual va tenir un final polèmic, en acabar tots dos lluitadors ficats al llit un sobre l'altre. Com a resultat, la figura d'autoritat en aquest moment representada per Stephanie McMahon va prendre la decisió de declarar-los co-campions. En el Royal Rumble, Jericho i Chyna van defensar el seu títol contra Hardcore Holly en una triple amenaça, combat utilitzat per definir qui seria el Campió Intercontinental, el qual va guanyar Jericho. Posteriorment, Laurer es va unir breument a Jericho en diverses ocasions. Més tard va formar un "Stable" amb Eddie Guerrero, tenint un romanç en pantalla (kayfabe). Aquest mateix any, Chyna i Eddie van tenir un feu en contra d'Essa Rios i Lita, el qual va finalitzar amb una lluita entre Essa Rios i Eddie Guerrero. Més tard, tots dos van mantenir un altre feu; està vegada contra Val Venis i la principiant en aquest llavors, Trish Stratus. El feu va finalitzar en una baralla especial: Val Venis & Trish Stratus VS Chyna & Eddie Guerrero pel Campionat Intercontinental. Si l'equip de Chyna guanyava, aquesta li arrabassaria el títol al llavors Campió Val Venis. Chyna juntament amb Eddie es van portar la victòria, guanyant així per segona vegada el Campionat Intercontinental. Chyna va haver de defensar el títol en una Triple amenaça, en contra de Kurt Angle i Eddie Guerrero. En tot el combat, Eddie hizó equipo amb Chyna, perquè així, Chyna retingués el títol, però est, intencionalment va realitzar el "Pinfall" en Chyna, arrabassant-li el títol. La seva relació va acabar ja gairebé en finalitzar l'any, a causa que Chyna va descobrir a Eddie sent-li infidel amb dues dones en la banyera, provocant un petit feu el qual va acabar amb un "Six Persons Tag Team Match" entre Chyna & Too Cool contra "The Radicalz", stable el qual estava conformat per Perry Saturn, Dean Malenko i Eddie Guerrero. Chyna es va portar la victòria en aquesta baralla després d'aplicar a Eddie una "Sleeper eslam", seguit d'un "Pinfall". A la fi de l'any 2000, va començar un enfrontament amb la lluitadora Ivory, membre de "Right to Censor", la qual les va portar a pactar una lluita pel títol femení (Women's Championship).

#### 2001
El 21 de gener de 2001 en Royal Rumble va sortir derrotada, Ivory va cobrir a Chyna, després que Chyna es desplomés en aplicar-li malament un "Handspring back elbow smash". Després de la lluita, Chyna va ser portada immediatament a una ambulància de guàrdia, però finalment l'1 d'abril de 2001 en WrestleMania X-Seven en un combat breu, va derrotar a Ivory guanyant per primera vegada el Campionat Femení de la WWF, Chyna va cobrir a Ivory després d'aplicar-li un "Gorilla press slam". En aquest mateix any Chyna es va enfocar més en la divisió femenina lluitant en RAW, com en Smackdown, obtenint la victòria en tots els combats. Va defensar el seu títol femenil (Women's Championship), el qual va aconseguir retenir davant dives com Ivory, Molly Holly, Trish Stratus i Lita. El 20 de maig de 2001 en Judgment Day va ser el combat final en la carrera de Chyna dins de la WWF, on va derrotar a Lita, després d'aplicar-li un "Powerbomb" retirant-se com a campiona i deixant el titulo vacant. Lita va ser la primera Diva a durar més de quatre minuts enfront de Chyna en aquest llavors. I cal assenyalar que chyna va sortir derrotada una sola vegada en la divisió femenina. En realitat Laurer va abandonar la WWE en exigir la seva sortida i no voler renovar el seu contracte. Diversos mesos després que ella ja no sortís per televisió, Jim Ross més tard va confirmar que ella no va ser acomiadada, que més aviat s'havia anat per motius motius personals. Stephanie McMahon és acusada que Chyna prengués tal decision. Laurer va estar involucrada romànticament amb Paul "Triple H" Levesque fa diversos anys, la raó per la qual Chyna va reclamar la seva sortida no va ser per qüestió de pagaments, sinó perquè Stephanie McMahon la volia fora de l'empresa. Laurer va afirmar que durant la seva relació amb Triple H, McMahon va tenir un romanç amb ell i ho van allunyar d'ella. .

### Total Nonstop Action Wrestling (2011)
El 9 de maig de 2011 (transmès el 12 de maig) en Impact!, Chyna va fer la seva primera aparició després de deu anys d'absència en la Total Nonstop Action Wrestling, revelant-se com l'amant de Kurt Angle (Kayfabe) en el seu feu contra Jeff i Karen Jarrett. Tres dies després, va participar en Sacrifice al costat d'Angle contra els Jarrett, lluita que van guanyar després que forcés a rendir-se a Karen amb un "Ankle Lock".

## Carrera pornogràfica

### Actriu porno (2004 - 2012)
El 2004 Chyna va protagonitzar la seva primera pel·lícula pornogràfica "1 Night in China" acompanyada en aquest llavors per la seva parella el també lluitador Sean Waltman (X-Pac). Aquesta va ser distribuïda per Red Light District Video.
En 2006 realitza la seva segona pel·lícula, "Another Night in China" també amb Waltman i també distribuïda per Red Light District Video.
En 2011 Chyna va protagonitzar la seva tercera pel·lícula pornogràfica "Backdoor to Chyna" para Vivid Entertainment Group.
En 2012 Chyna va protagonitzar una paròdia de WWE, en la pel·lícula pornogràfica Chyna is queen of the ring.
En 2012 Chyna va interpretar a She-Hulk en la pel·lícula Avengers porn parody xxx para Vivid Entertainment Group.
En 2013 Chyna va realitzar un spin-off centrat en She-Hulk, titulada She-Hulk XXX para Vivid Entertainment Group.

## Vida personal
Els implants de mama de Laurer van ser fets a mesura per a ella, després que els seus primers implants es van trencar durant un esdeveniment de lluita lliure. S'havia queixat també al seu cirurgià plàstic que els seus implants no s'ajustava al seu marc en la forma en què desitja. Implants personalitzats, Laurer va esdevenir el model de la dècada de 2000 Chyna, un model d'implant de mama ja comercialitzats a un gran mercat de culturistas femenines. Laurer afirma haver pagat 6.000 $ per ells.
Des de 1996 fins a 2000, el company lluitador de Laurer, Paul "Triple H" Levesque. Al principi ells van ocultar la seva relació als seus companys de treball perquè Laurer sentia que la gent podria pensar que "S'havia dormit en el seu camí al cim". El duo també van viure junts durant algun temps a partir de 2003. No obstant això, ella va tenir una tumultuosa relació amb el lluitador Sean Waltman. Van ser parella per un període l'any 2003, van trencar, i després es van comprometre de nou, un patró que va continuar durant els propers dos anys. El 2004, Laurer i Waltman van fer un video sexual. Ansiós per repetir un èxit, la companyia que va llançar la cinta de Paris Hilton "Famós sexe". Va obtenir el material de Laurer i Waltman, editat i llançat sota el nom d'una Nit a la Xina. El video va vendre més de 100 000 còpies, tant amb Laurer, Waltman i van guanyar una quota dels guanys. Laurer, no obstant això, manté que no guanya cap diners dels guanys. El gener de 2005, Laurer va ser arrestada per assalt domèstic després que suposadament tractant de vèncer Waltman. Ella afirma que ell era abusiu amb ella durant la seva relació. En una edició de febrer 2007 el programa de radi Bubba the Love Sponge, Sean Waltman va afirmar que Laurer també Havia sortit amb Ed "Brutus Beefcake" Leslie.
El 8 de febrer de 2007 (la data de la mort d'Anna Nicole Smith), una visiblement molesta Laurer va aparèixer en Larry King Live, per parlar sobre la seva difunta amiga. Al programa, Laurer va afirmar que ella "sabia que anava a passar" per la forma en què els mitjans havien ridiculitzat a Smith, i va establir paral·lelismes entre la situació d'Ana i la seva pròpia. L'esposa del director general de Trim Spa, Monique Goen, no obstant això, va afirmar que Smith no considerava a Laurer com una amiga.
Després de sortir de la WWF, Laurer no va poder utilitzar el nom "Chyna" per la seva marca comercial. Per tant, va començar a utilitzar el nom de "Chynna Doll" en aparicions públiques. Al novembre de 2007, Laurer va presentar documents per canviar el seu nom legalment a Chyna.
Laurer també ha tingut problemes amb drogues. Va afirmar que la seva vida va estar "fos de control" quan rodava pel·lícules pornogràfiques. El gener de 2005, Sean Waltman va dir que ella estava lluitant contra les drogues i l'addicció a l'alcohol, així com les malalties mentals. Dies després de la disputa interna entre Waltman i Laurer, es va informar en el New York Post que ella s'havia despullat i es va llançar en una peixera en un club nocturn de Nova York. Aquest mateix mes, va fer una altra aparició en el Show de Howard Stern, on va ser arrossegant les seves paraules. Al programa, ella afirma que no vol usar més drogues, però va dir que si hi ha una línia de cocaïna que aquest davant d'ella, ella ho faria. Després de la seva aparició, va entrar en un centre especialitzat a ajudar a les persones amb depressió, i va decidir deixar de beure. A principis de 2008, Laurer va aparèixer en el reality Show de VH1 Celebrity Rehab amb el Dr. Drew, però ella va afirmar al programa que ella no es considerava addicta. El 27 de desembre de 2008, Laurer va ser traslladada d'urgència a l'hospital després de la seva festa d'aniversari, on es va trobar desmaiada amb corts en els braços.
Laurer té una relació tibant amb la seva família. L'última vegada que va veure a la seva mare va ser a l'edat de setze anys, i ella afirma que el seu pare mai va superar la seva decisió de no unir-se al FBI. Ella també al·lega que el seu pare va treure diversos préstecs estudiantils en el seu nom i sense el seu coneixement, deixant-la amb 40 000 dòlars en deute. En un episodi de Celebrity Rehab amb el Dr. Drew en 2008, Laurer va afirmar tenir una mala relació amb tots els membres de la seva família, incloent als seus germans. Al setembre de 2010 Laurer va ser hospitalitzada després d'una sobredosi de medicaments per dormir.
A causa de la pel·lícula pornogràfica que va filmar amb Vivid Entertainment ("Another Night in Xina"), li van impedir seguir treballant per TNA, per tant, continuo fent pornografia para Vivid. El gener del 2012 va escriure un llarg text en twitter en contra de Vince McMahon, X-Pac i la WWE, declarant que li feien la vida impossible. Més tard, al maig, es va fer una cirurgia plàstica en el rostre. El 18 de maig de 2012, en la "Exxotica Expo" mentre promocionava la paròdia pornogràfica de "The Avengers" produïda per Vivid, va sofrir tres desmais, per la qual cosa va ser Hospitalitzada. Després de no tenir notícies sobre Chyna en un temps, el 25 de març del 2013, va declarar per twitter que es trobava en "bons termes" amb la WWE: ?Actualment estic en bons termes amb WWE i ho mantinc d'aquesta manera. Vaig parlar amb Vince McMahon i una Exaltació al WWE Hall of Fame podria ocórrer en un futur proper." en els últims tres anys, va estar al Japó fent classes d'anglès.
El juny de 2015 va aparèixer en públic després de tres anys d'absència. En 2015 després de la seva tornada del Japó als Estats Units, Chyna ha esmentat que desitja realitzar un documental en el qual narri sobre la seva vida, la seva carrera com a lluitadora; i segons ella, reconciliar-se amb la seva família, amics i fer les paus amb la WWE, ja que també buscava el seu lloc en el WWE Hall of Fame.

### Defunció
El dia dimecres 20 d'abril de 2016, va ser trobada sense vida en la seva llar a Redondo Beach, Califòrnia, els motius de la seva defunció van ser desconeguts fins a cert punt. Però després es revelaria que hauria ingerit medicaments per a l'ansietat i falta de somni. Es va publicar formalment en el seu compte de Twitter per un tercer el següent "Amb una profunda tristesa informem que avui sofrim la pèrdua d'una icona, un superheroi de la vida real ... Ella viurà per sempre en les memòries dels milions dels seus fanàtics i de tots els que la van estimar".

## En lluita
- Moviments finals
  - Pedigree[7] (Double underhook facebuster) - Adoptat de Triple H
  - Spear - Adoptat de Goldberg
  - Sleeper slam[8]
  - Gorilla press slam
  - Powerbomb
  - DDT
  - Chyna Lock (Ankle lock) - (Adoptat per Kurt Angle)
- Moviments de signatura
  - Sitout jawbreaker
  - Kneeling low blow punch
  - Handspring back elbow smash
  - Gorilla press drop.
  - Running front powerslam
  - Testicular claw
  - Hurricanrana, de vegades l'usa corrent cap al seu oponent.
  - Spear
  - Diving crossbody
  - Superplex
  - Swinging neckbreaker
- Lluitadors dirigits

- Triple H
- Eddie Guerrero
- Billy Gunn
- Chris Jericho
- Kane
- The Kat
- Shane McMahon
- Shawn Michaels
- Road Dogg
- Lita
- Debra
- X-Pac

## Campionats i assoliments
- World Wrestling Federation
  - WWE Intercontinental Championship (2 vegades, sent l'única dona a aconseguir-ho)
  - WWE Women's Championship (1 vegada)
  - Primer dona en la història a participar i eliminar oponents en el Royal Rumble participant dues vegades consecutives en les edicions 1999 i 2000.